# Rings on Her Fingers
Rings on Her Fingers is een Amerikaanse filmkomedie uit 1942 onder regie van Rouben Mamoulian.

## Verhaal
De verkoopster Susan Miller droomt van een luxeleventje. Twee oplichters halen haar ertoe over om geld af te troggelen van de miljonair John Wheeler. John blijkt echter niet te zijn wie hij lijkt. Bovendien wordt hij verliefd op Susan.

## Rolverdeling
| Acteur             | Personage            |
| ------------------ | -------------------- |
| Henry Fonda        | John Wheeler         |
| Gene Tierney       | Susan Miller         |
| Laird Cregar       | Warren               |
| Spring Byington    | Maybelle Worthington |
| Shepperd Strudwick | Tod Fenwick          |
| Frank Orth         | Kellogg              |
| Henry Stephenson   | Kolonel Prentiss     |
| Marjorie Gateson   | Mw. Fenwick          |
| George Lessey      | Fenwick sr.          |
| Iris Adrian        | Peggy                |
| Terry              | hond                 |